# Нуратинський район

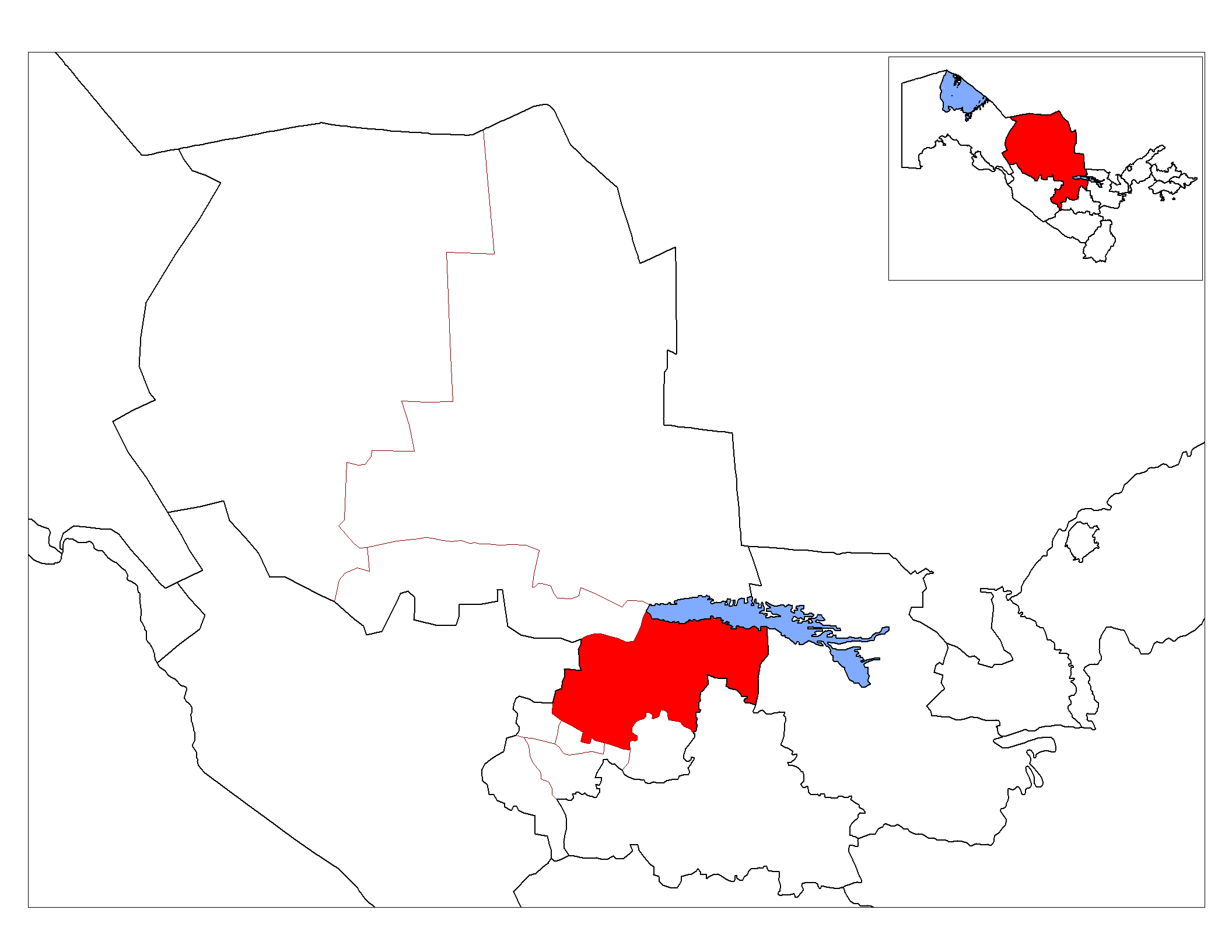
Розташування району в Навоїйській області.

Нуратинський район (узб. Нурота тумани, Nurota tumani) — район у Навоїйській області Узбекистану. Розташований на півдні області. Утворений в 1920-их роках. Центр — місто Нурата.
| Узбекистан | Це незавершена стаття з географії Узбекистану. Ви можете допомогти проєкту, виправивши або дописавши її. |